# Dicyphonia plana
Dicyphonia plana är en insektsart som beskrevs av Beamer 1936. Dicyphonia plana ingår i släktet Dicyphonia och familjen dvärgstritar. Inga underarter finns listade i Catalogue of Life.